# Bounce Streetdance Company
Bounce Streetdance Company é uma companhia de dança da Suécia que iniciou suas atividades em 1997. Seus dois membros mais famosos são David Dalmo e Jennie Widegren. Muitos dos componentes da companhia participaram anteriormente do reality show So You Think You Can Dance.